# Liga Nacionalsocialista de Escolares

Emblema de la Liga Nacionalsocialista de Escolares.

La Liga Nacionalsocialista de Escolares (en alemán: Nationalsozialistischer Schülerbund), conocida bajo las siglas NSS y también, más raramente NSSB, fue una organización nacionalsocialista para alumnos de escuelas primarias que brindó un consejo estudiantil y un sistema de protección infantil en Alemania desde 1929 hasta 1933.

## Historia
La liga comenzó aproximadamente alrededor de 1927 como Hitler Jugend-Schülergruppen. Fue establecido como Nationalsozialistischer Schülerbund por Adrian von Renteln en 1929 al unificar a los grupos dispersos bajo una sola autoridad.
En 1929, Von Renteln se convirtió en el líder de las Juventudes Hitlerianas, una organización que claramente favorecería y a la que le daría poderes cada vez más amplios. Von Renteln permanecería como líder (Reichsführer) de la Liga Nacionalsocialista de Escolares hasta el 16 de junio de 1932.
El NSS apuntó a niños pequeños en edad escolar que se convirtieron en precursores del nazismo.
La Liga Nacionalsocialista de Escolares se fusionó con las Juventudes Hitlerianas el 20 de mayo de 1933. El evento se marcó con una celebración grupal de jóvenes.